# Timrå församling
Timrå församling är en församling i Medelpads norra pastorat i Medelpads kontrakt i Härnösands stift och ligger i Timrå kommun i Västernorrlands län, Medelpad.

## Administrativ historik
Församlingen bildades under medeltiden genom en utbrytning ur Sköns församling.
Församlingen var till 1 juni 1892 annexförsamling i pastoratet Skön, Alnö och Timrå som mellan 11 juni 1889 och 1892 även omfattade Skönsmons församling. Från 1 juni 1892 utgör församlingen ett eget pastorat. 1 januari 2024 blev församlingen en del av Medelpads norra pastorat.

## Kyrka
- Timrå kyrka
- Vivstavarvs kapell